# 2024年パリオリンピックのカヌー競技
2024年パリオリンピックのカヌー競技（2024ねんパリオリンピックのカヌーきょうぎ）は、国際カヌー連盟（ICF）が管轄し、セーヌ＝エ＝マルヌ県トルシー郡のヴェール・シュル・マルヌに建設されたヴェール・シュル・マルヌ・ノーティカル・スタジアムで開催された。競技はスラロームは2024年7月27日から8月5日、スプリントは8月6日から10日まで行われた。

## 実施種目
前回大会と同じく男女各8種目、計16種目が実施されるが、スラロームでは新種目のエクストリームカヤック（カヤッククロス）が追加され、スプリントではカヤックシングル200mが削除される。またスプリントでは男子のペア種目がいずれも前回大会の1000mから500mに距離が変更される。
- スラローム
  - カナディアン シングル（C-1）
  - カヤック シングル（K-1）
  - エクストリームカヤック（X-1）
- スプリント
  - カナディアン シングル（C-1）：200m（女子）、1000m（男子）
  - カナディアン ペア（C-2）：500m
  - カヤック シングル（K-1）：500m（女子）、1000m（男子）
  - カヤック ペア（K-2）：500m
  - カヤック フォア（K-4）：500m

## 出場選手

### スラローム
男女ともC-1は17名、K-1は21名、X-1は3名の計41名、男女合わせて計82名の選手が出場枠を獲得する。1つのNOCからは男女それぞれ最大3名の出場枠を獲得できる。出場枠は選手個人ではなくNOCに与えられるため、NOCは出場枠を獲得した選手と別の選手を本大会に派遣することができる。またいずれかの種目でのみ出場権を得たNOCであっても、NOCあたりの1種目の上限（C-1およびK-1は1名、X-1は2名）を超えない限り、出場する選手を他の種目にも出場させることができる。出場枠の配分は以下の通り。
- 2023年カヌースラローム世界選手権（ ロンドン）の成績により、C-1は12か国、K-1は15か国に出場枠が与えられる。
  - C-1で既に出場枠を獲得した選手は、K-1で出場枠を得る資格を持たず、出場枠は次点の選手が所属する国に再配分される。
- 大陸予選を通じて、大陸ごと（ヨーロッパ、アメリカ大陸、アジア、オセアニア、アフリカ）にC-1およびK-1種目にそれぞれ1か国に出場枠が与えられる。
  - 大陸予選による出場枠は、予選に出場する国が3か国以上ある場合のみ与えられる。3か国に満たない場合や、大陸予選が開催されなかった場合は、2023年12月31日時点の世界ランキングにより再配分される。
- 開催国（フランス）にはK-1種目において男女1つずつの出場枠が与えられる。
- X-1種目は2024年に開催されるICFエクストリームカヤック世界予選（ プラハ）の成績により3か国に出場枠が与えられる。
  - ICFエクストリームカヤック世界予選には、K-1およびC-1で出場枠を獲得していない選手のみが参加することができる。
- 上記の他に、性別・種目を限定していないユニバーサリティ枠が、スラロームとスプリントを合わせて2名分用意されている。

### スプリント
男女とも118名ずつ、計236名の選手が出場枠を獲得する。1つの国からは男女ともカナディアン3名、カヤック6名までしか出場枠を獲得できない。NOCは出場枠を獲得した選手と別の選手を本大会に派遣することができ、本大会では派遣された選手の人数の範囲内で、出場枠を獲得していない種目も含め、各種目2艇まで出場させることができる。出場枠の配分は以下の通り。
- 2023年カヌースプリント世界選手権（ デュースブルク）の成績により、C-1は6か国、C-2は8か国、K-1は7か国、K-2は6か国、K-4は10か国に出場枠が与えられる。
  - 同じ選手が複数の種目で出場枠獲得圏内に入った場合は、最も人数が多い種目か距離が長い種目において出場枠を獲得する。選手の重複により、獲得されなかった出場枠は男女別、及びカヌーとカヤックの別に集約され、人数が多い種目から順に次点の国に出場枠が与えられる。
  - K-4では少なくとも4つの大陸の国に出場枠が与えられるように選考される。
- 大陸予選を通じて、大陸ごと（ヨーロッパ、アメリカ大陸、アジア、オセアニア、アフリカ）に出場枠が各種目2か国ずつ（K-1とC-1のみ、オセアニア及びアフリカは1か国ずつ）に与えられる（K-4を除く）。
  - 大陸予選による出場枠は、予選に出場する国が3か国以上ある場合のみ与えられる。大陸予選が開催されなかった場合は、2023年世界ランキングにより再配分される。
- 開催国（フランス）にはK-1種目及びC-1種目においてそれぞれ男女1つずつの出場枠が与えられる。
- 上記の他に、性別・種目を限定していないユニバーサリティ枠が、スラロームとスプリントを合わせて2名分用意されている。

## 競技日程
日付はいずれも中央ヨーロッパ夏時間（UTC+2）。
| TT | タイムトライアル | R | 敗者復活戦 | H | 予選 | ¼ | 準々決勝 | ½ | 準決勝 | SF | 順位決定戦 | F | 決勝 |

| 日付種目 | 7/27 | 7/28 | 7/28 | 7/29 | 7/29 | 7/30 | 7/31 | 7/31 | 8/1 | 8/1 | 8/2 | 8/3 | 8/3 | 8/4 | 8/5 | 8/5 | 8/5 | 8/5 |
| -------- | ---- | ---- | ---- | ---- | ---- | ---- | ---- | ---- | --- | --- | --- | --- | --- | --- | --- | --- | --- | --- |
| 男子 C-1 | H    |      |      | ½    | F    |      |      |      |     |     |     |     |     |     |     |     |     |     |
| 男子 K-1 |      |      |      |      |      | H    |      |      | ½   | F   |     |     |     |     |     |     |     |     |
| 男子 X-1 |      |      |      |      |      |      |      |      |     |     |     | TT  | R   | H   | ¼   | ½   | SF  | F   |
| 女子 C-1 |      |      |      |      |      | H    | ½    | F    |     |     |     |     |     |     |     |     |     |     |
| 女子 K-1 | H    | ½    | F    |      |      |      |      |      |     |     |     |     |     |     |     |     |     |     |
| 女子 X-1 |      |      |      |      |      |      |      |      |     |     |     | TT  | R   | H   | ¼   | ½   | SF  | F   |

| 日付種目        | 8/6 | 8/6 | 8/7 | 8/7 | 8/8 | 8/8 | 8/8 | 8/9 | 8/9 | 8/9 | 8/10 | 8/10 | 8/10 |
| --------------- | --- | --- | --- | --- | --- | --- | --- | --- | --- | --- | ---- | ---- | ---- |
| 男子 C-1 1000 m |     |     | H   | ¼   |     |     |     | ½   | SF  | F   |      |      |      |
| 男子 C-2 500 m  | H   | ¼   |     |     | ½   | SF  | F   |     |     |     |      |      |      |
| 男子 K-1 1000 m |     |     | H   | ¼   |     |     |     |     |     |     | ½    | SF   | F    |
| 男子 K-2 500 m  | H   | ¼   |     |     |     |     |     | ½   | SF  | F   |      |      |      |
| 男子 K-4 500 m  | H   | H   |     |     | ½   | F   | F   |     |     |     |      |      |      |
| 女子 C-1 200 m  |     |     |     |     | H   | ¼   | ¼   |     |     |     | ½    | SF   | F    |
| 女子 C-2 500 m  | H   | ¼   |     |     |     |     |     | ½   | SF  | F   |      |      |      |
| 女子 K-1 500 m  |     |     | H   | ¼   |     |     |     |     |     |     | ½    | SF   | F    |
| 女子 K-2 500 m  | H   | ¼   |     |     |     |     |     | ½   | SF  | F   |      |      |      |
| 女子 K-4 500 m  | H   | H   |     |     | ½   | F   | F   |     |     |     |      |      |      |

## 競技結果

### スラローム
| 種目    | 金                                            | 金                                        | 銀                                            | 銀                                | 銅                                            | 銅                                |
| ------- | --------------------------------------------- | ----------------------------------------- | --------------------------------------------- | --------------------------------- | --------------------------------------------- | --------------------------------- |
| 男子C-1 | ニコラ・ジェスタン フランス (FRA)             | 91.36                                     | アダム・バージェス イギリス (GBR)             | 96.84                             | マテイ・ベニュシュ スロバキア (SVK)           | 97.03                             |
| 男子K-1 | ジョヴァンニ・デ・ジェンナーロ イタリア (ITA) | 88.22                                     | ティトゥアン・カストリック フランス (FRA)     | 88.42                             | パウ・エチャニス スペイン (ESP)               | 88.87                             |
| 男子X-1 | フィン・ブッチャー ニュージーランド (NZL)     | フィン・ブッチャー ニュージーランド (NZL) | ジョゼフ・クラーク イギリス (GBR)             | ジョゼフ・クラーク イギリス (GBR) | ノア・ヘッゲ ドイツ (GER)                     | ノア・ヘッゲ ドイツ (GER)         |
| 女子C-1 | ジェシカ・フォックス オーストラリア (AUS)     | 101.06                                    | エレーナ・リリク ドイツ (GER)                 | 103.54                            | エヴィー・レイブファース アメリカ合衆国 (USA) | 109.95                            |
| 女子K-1 | ジェシカ・フォックス オーストラリア (AUS)     | 96.08                                     | クラウディア・ズヴォリニスカ ポーランド (POL) | 97.53                             | キンバリー・ウッズ イギリス (GBR)             | 98.94                             |
| 女子X-1 | ノエミ・フォックス オーストラリア (AUS)       | ノエミ・フォックス オーストラリア (AUS)   | アンジェル・ユ フランス (FRA)                 | アンジェル・ユ フランス (FRA)     | キンバリー・ウッズ イギリス (GBR)             | キンバリー・ウッズ イギリス (GBR) |

### スプリント

#### 男子
| 種目          | 金 | 金         | 銀 | 銀      | 銅                                                                                           | 銅      |
| ------------- | --- | ---------- | --- | ------- | -------------------------------------------------------------------------------------------- | ------- |
| 男子C-1 1000m | マルティン・フクサ チェコ (CZE)                                                                        | 3:43.16 OB | イサキアス・ケイロス ブラジル (BRA)                                                                                          | 3:44.33 | セルゲイ・タルノフスキ モルドバ (MDA)                                                        | 3:44.68 |
| 男子C-2 500m  | 中国 (CHN) 劉浩 季博文                                                                                 | 1:39.48    | イタリア (ITA) ガブリエレ・カサデイ カルロ・タッキーニ                                                                       | 1:41.08 | スペイン (ESP) ジョアン・アントニ・モレーノ ディエゴ・ドミンゲス                             | 1:41.18 |
| 男子K-1 1000m | ヨセフ・ドスタール チェコ (CZE)                                                                        | 3:24.07    | ヴァルガ・アーダーム ハンガリー (HUN)                                                                                        | 3:24.76 | コパス・バーリント ハンガリー (HUN)                                                          | 3:25.68 |
| 男子K-2 500m  | ドイツ (GER) ヤコプ・ショップフ マックス・レムケ                                                       | 1:26.87    | ハンガリー (HUN) ナーダシュ・ベンツェ トートカ・シャードル                                                                   | 1:27.15 | オーストラリア (AUS) ジャン・ファン・デル・ウェストハイゼン トム・グリーン                   | 1:27.29 |
| 男子K-4 500m  | ドイツ (GER) マックス・レントシュミット マックス・レムケ ヤコプ・ショップフ トム・リープシャー＝ルッツ | 1:19.80    | オーストラリア (AUS) ライリー・フィツシモンス ピエール・ファン・デル・ウェストハイゼン ジャクソン・コリンズ ノア・ハヴァード | 1:19.84 | スペイン (ESP) サウル・クラビオット カルロス・アレバロ マルクス・クーパー ロドリゴ・ヘルマデ | 1:20.05 |

#### 女子
| 種目         | 金                                                                                                 | 金         | 銀                                                                                               | 銀      | 銅                                                                                             | 銅      |
| ------------ | -------------------------------------------------------------------------------------------------- | ---------- | ------------------------------------------------------------------------------------------------ | ------- | ---------------------------------------------------------------------------------------------- | ------- |
| 女子C-1 200m | ケイティ・ヴィンセント カナダ (CAN)                                                                | 44.12 WB   | ネヴィン・ハリソン アメリカ合衆国 (USA)                                                          | 44.13   | ジャリスレイディス・シリロ・ドゥボイス キューバ (CUB)                                          | 44.36   |
| 女子C-2 500m | 中国 (CHN) 徐詩暁 孫夢雅                                                                           | 1:52.81 OB | ウクライナ (UKR) リュドミラ・ルザン アナスタシヤ・リバチョク                                     | 1:54.30 | カナダ (CAN) スローン・マッケンジー ケイティ・ヴィンセント                                     | 1:54.36 |
| 女子K-1 500m | リサ・キャリントン ニュージーランド (NZL)                                                          | 1:47.36 OB | チペシュ・タマラ ハンガリー (HUN)                                                                | 1:48.44 | エマ・オーストラン・ヨルゲンセン デンマーク (DEN)                                              | 1:49.76 |
| 女子K-2 500m | ニュージーランド (NZL) リサ・キャリントン アリシア・ホスキン                                       | 1:37.28    | ハンガリー (HUN) チペシュ・タマラ ガジョー・アリダ・ドーラ                                       | 1:39.39 | ドイツ (GER) パウリーナ・パスツェク ユーレ・マリー・ハケ                                       | 1:39.46 |
| 女子K-2 500m | ニュージーランド (NZL) リサ・キャリントン アリシア・ホスキン                                       | 1:37.28    | ハンガリー (HUN) チペシュ・タマラ ガジョー・アリダ・ドーラ                                       | 1:39.39 | ハンガリー (HUN) プップ・ノエーミ フォイト・シャーラ                                           | 1:39.46 |
| 女子K-4 500m | ニュージーランド (NZL) リサ・キャリントン アリシア・ホスキン オリヴィア・ブレット タラ・ヴォーガン | 1:32.20    | ドイツ (GER) パウリーナ・パスツェク ユーレ・マリー・ハケ パウリーネ・ヤグシュ ザラ・ブリュスラー | 1:32.62 | ハンガリー (HUN) プップ・ノエーミ フォイト・シャーラ チペシュ・タマラ ガジョー・アリダ・ドーラ | 1:32.93 |